# Bobo Forro
Bobo Forro é uma aldeia na parte nordeste da ilha de São Tomé em São Tomé e Príncipe, parte do distrito de Mé-Zóchi . Sua população é de 715 (censo de 2012). está 3 km a sudoeste do centro da cidade da capital São Tomé, e 4 km a nordeste de Trindade. A vila adjacente no Distrito de Água Grande também é chamada de Bobo Forro.

## Mercado
A aldeia tem um mercado que, no ano de 2020, começou a receber feirantes que até então trabalhavam nas ruas da capital são-tomense. Na ocasião foram propostas obras de alargamento do mercado com o investimento previsto em 2 milhões de dólares; no entanto, com a pandemia de COVID-19, houve quem defendesse que investimentos na contenção da doença seriam prioritários. As obras foram finalmente inauguradas em fevereiro de 2022, com inauguração da primeira etapa e lançamento da segunda etapa acontecendo em julho do mesmo ano.